# Équipe de France de football en 1908
Chronologie
Saison précédente Saison suivante
L'équipe de France joue six matches en 1908 et participe aux Jeux olympiques. 
Le 23 mars 1908, la France affronte l'Angleterre à Londres et joue pour la première fois avec un maillot de couleur bleu. 
Contre la Belgique, Joseph Verlet transforme le premier pénalty de l'histoire de l'équipe de France.

## Les matches
| Date            | Stade                               | Adversaire         | Score  | Comp | Buteurs français                |
| 8 mars 1908     | Stade des Charmilles Genève, Suisse | Suisse             | V 2-1  | A    | Sartorius (60e), François (70e) |
| 23 mars 1908    | Park Royal Londres, Angleterre      | Angleterre amateur | D 0-12 | A    | -                               |
| 12 avril 1908   | Stade du Matin Colombes, France     | Belgique           | D 1-2  | A    | Verlet (76e pen)                |
| 10 mai 1908     | De Kuip Rotterdam, Pays-Bas         | Pays-Bas           | D 1-4  | A    | François (75e)                  |
| 19 octobre 1908 | White City Londres, Angleterre      | Danemark           | D 0-9  | JO   | -                               |
| 22 octobre 1908 | White City Londres, Angleterre      | Danemark           | D 1-17 | JO   | Sartorius (16e)                 |

A : match amical. JO : Jeux Olympiques

## Les joueurs
| Joueurs                                                               |    |    |    |     |    |    |
| Gardiens de but                                                       |    |    |    |     |    |    |
| Zacharie Baton (Olympique lillois) (dernières sélection)              | 90 |    | 90 |     |    |    |
| Maurice Tillette (U.S. Boulonnaise) (uniques sélections)              |    |    |    | 90  |    | 90 |
| Fernand Desrousseaux (US Tourcoing) (1re et dernière sélection)       |    |    |    |     | 90 |    |
| André Renaux (Racing Club de Roubaix) (1re et dernière sélection)     |    | 90 |    |     |    |    |
| Défenseurs                                                            |    |    |    |     |    |    |
| Henri Moigneu (US Tourcoing) (dernières sélections)                   | 90 | 90 | 90 | 90  |    |    |
| Victor Sergent (RC Paris)                                             | 90 | 90 | 90 |     |    |    |
| Joseph Verlet (CA Paris)                                              | 90 |    | 90 |     | 90 |    |
| Fernand Canelle (Club français) (6e et dernière sélection)            |    |    |    | 90  |    |    |
| Charles Bilot (CA Paris) (2e sélection)                               |    |    |    |     | 90 |    |
| Jean Dubly (Racing Club de Roubaix) (1re et dernière sélection)       |    |    |    |     |    | 90 |
| Ursule Wibaut (Olympique lillois) (1re et dernière sélection)         |    |    |    |     |    | 90 |
| Milieux                                                               |    |    |    |     |    |    |
| Pierre Allemane (RC Paris) (dernières sélections)                     | 90 | 90 | 90 |     |    |    |
| Maurice Vandendriessche (Racing Club de Roubaix) (uniques sélections) | 90 | 90 |    |     |    |    |
| Marius Royet (US Parisienne) (dernières selections)                   |    | 90 | 90 | 90  |    |    |
| Julien Denis (R.C.Calais) (uniques sélections)                        |    | 90 |    | 55  |    |    |
| Charles Wilkes (Havre Sports) (4e et dernière sélection)              |    |    | 90 |     |    |    |
| Julien Du Rhéart (Club français) (2e sélection)                       |    |    |    | 90  |    |    |
| Victor Denis (US Tourcoing) (1re et dernière sélection)               |    |    |    | r35 |    |    |
| Sadi Dastarac (Gallia Club) (1re et dernière sélection)               |    |    |    |     | 90 |    |
| Raoul Gressier (R.C.Calais) (1re et dernière sélection)               |    |    |    |     | 90 |    |
| Justin Vialaret (C.A. XIV°) (1re et dernière sélection)               |    |    |    |     | 90 |    |
| Georges Bayrou (Gallia Club) (1re et dernière sélection)              |    |    |    |     |    | 90 |
| Louis Schubart (Olympique lillois) (3e et dernière sélection)         |    |    |    |     |    | 90 |
| Charles Renaux (Racing Club de Roubaix) (1re et dernière sélection)   |    |    |    |     |    | 90 |
| Attaquants                                                            |    |    |    |     |    |    |
| Paul Mathaux (U.S. Boulonnaise) (uniques sélections)                  | 90 | 90 | 90 | 90  | 90 |    |
| Gabriel Hanot (US Tourcoing) (1re sélection)                          | 90 | 90 | 90 | 90  |    |    |
| Émile Sartorius (Racing Club de Roubaix) (dernières sélections)       | 90 | 90 | 90 |     |    | 90 |
| André François (Racing Club de Roubaix) (dernières sélections)        | 90 | 90 |    | 90  |    | 90 |
| Albert Jenicot (Racing Club de Roubaix) (uniques sélections)          | 90 |    | 90 |     | 90 |    |
| René Eucher (A.S. Française) (1re et dernière sélection)              |    |    |    | 90  |    |    |
| Louis Mesnier (CA Paris) (5e sélection)                               |    |    |    | 90  |    |    |
| Adrien Filez (US Tourcoing) (5e et dernière sélection)                |    |    |    |     | 90 |    |
| Henri Holgard (Amiens AC) (1re et dernière sélection)                 |    |    |    |     | 90 |    |
| Pierre Six (Olympique lillois) (1re et dernière sélection)            |    |    |    |     | 90 |    |
| René Fenouillère (Red Star Amical Club) (1re et dernière sélection)   |    |    |    |     |    | 90 |
| Gaston Cyprès (CA Paris) (6e et dernière sélection)                   |    |    |    |     |    | 90 |
| Georges Albert (CA Paris) (1re et dernière sélection)                 |    |    |    |     |    | 90 |